# Dorotea Federica de Brandeburgo-Ansbach
Dorotea Federica de Brandeburgo-Ansbach (12 de agosto de 1676 -13 de marzo de 1731) fue una noble alemana, hija del margrave Juan Federico de Brandeburgo-Ansbach (1654-1686) y de su primera esposa, la margravina Juana Isabel de Baden-Durlach (1651-1680). Era hermanastra de la reina Carolina de Gran Bretaña, esposa del rey Jorge II.

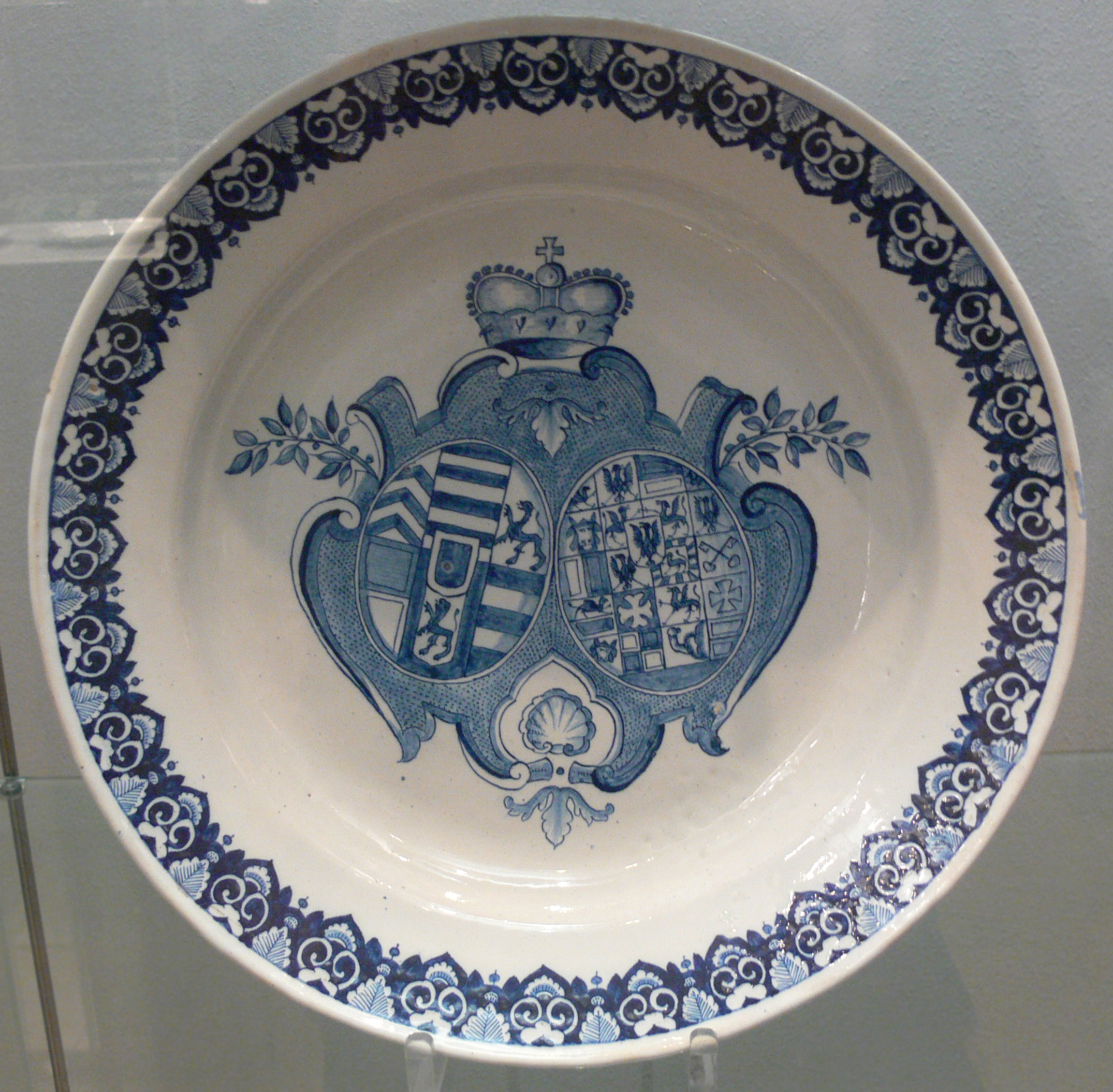
Escudo de la alianza de Juan Reinardo III de Hanau-Lichtenberg y Federica Dorotea de Brandeburgo-Ansbach, loza de Ansbach, probablemente hecha en 1724 en ocasión de sus bodas de plata.

En agosto de 1699, Dorotea Federica contrajo matrimonio con el conde Juan Reinardo III de Hanau-Lichtenberg, convirtiéndose en la última condesa de Hanau. El matrimonio produjo una hija: Carlota Cristina Magdalena Juana (1700-1726). Carlota fue la única heredera del condado de Hanau y contrajo matrimonio el 5 de abril de 1717 con el Príncipe de la Corona Luis VIII de Hesse-Darmstadt (1691-1768).
Federica Dorotea murió el 13 de marzo de 1731 y fue enterrada el 17 o 25 de marzo de 1731 en la cripta familiar de los condes de Hanau en la Iglesia de San Juan (Hanau) (actualmente conocida como la Antigua Iglesia de San Juan) en Hanau. La tumba fue mayormente destruida en el bombardeo de la Segunda Guerra Mundial.